# Pablo Míguez
Pablo Nicolás Míguez Farre (ur. 19 czerwca 1987 w Montevideo) – urugwajski piłkarz występujący na pozycji defensywnego pomocnika, obecnie zawodnik meksykańskiej FBC Melgar.

## Kariera klubowa
Míguez pochodzi ze stołecznego Montevideo z rodziny o piłkarskich tradycjach – bratem jego dziadka był Óscar Míguez, który z reprezentacją wygrał Mistrzostwa Świata 1950. Jest wychowankiem akademii juniorskiej klubu Danubio FC, do którego pierwszej drużyny został włączony jako dwudziestolatek przez szkoleniowca Gustavo Dalto. W urugwajskiej Primera División zadebiutował 9 marca 2008 w wygranym 4:3 spotkaniu z Defensorem Sporting, kiedy to zdobył również swoją premierową bramkę w karierze. Szybko wywalczył sobie pewne miejsce w środku pola, zostając wyróżniającym się graczem ekipy, lecz nie zdołał z nią odnieść większych osiągnięć. W lipcu 2011 został wypożyczony do beniaminka ligi argentyńskiej – drużyny Unión de Santa Fe, w argentyńskiej Primera División debiutując 15 sierpnia 2011 w przegranej 0:4 konfrontacji z Boca Juniors. Ogółem w barwach Uniónu spędził dwa lata (jego wypożyczenie zostało w międzyczasie przedłużone o kolejny rok); przez pierwsze sześć miesięcy pełnił rolę rezerwowego, później przez rok grał w pierwszym składzie, aby następnie znów zostać relegowanym na ławkę. Na koniec rozgrywek 2012/2013 spadł ze swoim klubem do drugiej ligi.
Po powrocie do Danubio – w jesiennej fazie Apertura sezonu 2013/2014 – Míguez zajął ze swoją drużyną pierwsze miejsce w tabeli (nierównoznaczne z mistrzostwem), a bezpośrednio po tym przeniósł się do Peru, zasilając tamtejszego giganta – stołeczną Alianzę Lima. Już w maju 2014 zdobył z nią puchar kraju – Torneo del Inca, zaś w peruwiańskiej Primera División zadebiutował 8 czerwca 2014 w zremisowanym 1:1 meczu z Inti Gas Deportes, natomiast po raz pierwszy wpisał się na listę strzelców 23 lipca tego samego roku w wygranym 4:3 pojedynku ze Sportem Huancayo. W jesiennej fazie Clausura sezonu 2014 zajął z Alianzą drugą lokatę w tabeli (również nieoznaczającą wicemistrzostwa kraju), a w 2015 roku dotarł do finału pucharu Peru. Łącznie w Alianzie grał przez dwa lata jako podstawowy pomocnik, wraz ze swoimi rodakami – Walterem Ibáñezem, Gabrielem Costą i trenerem Guillermo Sanguinettim.
Wiosną 2016 Míguez powrócił do Argentyny, jako wolny zawodnik podpisując umowę z Club Olimpo z miasta Bahía Blanca. Tam występował przez pół roku, mając pewne miejsce w wyjściowej jedenastce, a 12 marca 2016 w wygranym 2:0 spotkaniu z Belgrano zanotował pierwsze trafienie w lidze argentyńskiej. W późniejszym czasie za sumę 720 tysięcy dolarów przeszedł do meksykańskiego zespołu Puebla FC, w którego barwach 16 lipca 2016 w zremisowanej 1:1 konfrontacji z Monterrey zadebiutował w tamtejszej Liga MX.

## Statystyki kariery
| Danubio      | 2007–2008 | Urugwaj   | Primera División | 16  | 2  | —  | —       | —       | — | —   | 16  | 2  |
| Danubio      | 2008–2009 | Urugwaj   | Primera División | 25  | 1  | —  | —       | —       | — | —   | 25  | 1  |
| Danubio      | 2009–2010 | Urugwaj   | Primera División | 27  | 2  | —  | —       | —       | — | —   | 27  | 2  |
| Danubio      | 2010–2011 | Urugwaj   | Primera División | 28  | 3  | —  | —       | —       | — | —   | 28  | 3  |
| Unión        | 2011–2012 | Argentyna | Primera División | 19  | 0  | 1  | 0       | —       | — | —   | 20  | 0  |
| Unión        | 2012–2013 | Argentyna | Primera División | 22  | 0  | 1  | 0       | —       | — | —   | 23  | 0  |
| Danubio      | 2013–2014 | Urugwaj   | Primera División | 13  | 0  | —  | —       | —       | — | —   | 13  | 0  |
| Alianza Lima | 2014      | Peru      | Primera División | 25  | 4  | 12 | 2       | CS      | 1 | 0   | 38  | 6  |
| Alianza Lima | 2015      | Peru      | Primera División | 21  | 4  | 9  | 0       | CL      | 2 | 0   | 32  | 4  |
| Olimpo       | 2016      | Argentyna | Primera División | 16  | 1  | 1  | 0       | —       | — | —   | 17  | 1  |
| Puebla       | 2016–2017 | Meksyk    | Liga MX          | 0   | 0  | 0  | 0       | —       | — | —   | 0   | 0  |
| Ogółem       |           |           |                  |     |    |    |         |         |   |     |     |    |
| Urugwaj      | Urugwaj   | Urugwaj   | 109              | 8   | —  | —  | —       | —       | — | 109 | 8   |    |
| Argentyna    | Argentyna | Argentyna | 57               | 1   | 3  | 0  | —       | —       | — | 60  | 1   |    |
| Peru         | Peru      | Peru      | 46               | 8   | 21 | 2  | CS + CL | 3       | 0 | 70  | 10  |    |
| Meksyk       | Meksyk    | Meksyk    | 0                | 0   | 0  | 0  | —       | —       | — | 0   | 0   |    |
| Ogółem       | Ogółem    | Ogółem    | Ogółem           | 212 | 17 | 24 | 2       | CS + CL | 3 | 0   | 239 | 19 |

- CS – Copa Sudamericana
- CL – Copa Libertadores